# Seututie 836
Pour les articles homonymes, voir Route 836.
La route régionale 836 (finnois : Seututie 836) est une route régionale allant de  Utajärvi à Puolanka  en Finlande.

## Description
Le Seututie 836 part de la route régionale 833, à l'est du village Ylikiiminki, puis traverse les villages de Jokelankylä, Vepsä et Ylivuotto puis le village de Sanginkylä, dans la municipalité d'Utajärvi, où elle rejoint la route route régionale 837. 
La longueur de la Seututie 836 est d'environ 42 kilomètres.
La route est peu vallonnée.

## Parcours
- Ylikiiminki, Oulu
- Vepsä
- Ylivuotto
- Sanginkylä, Utajärvi

## Galerie

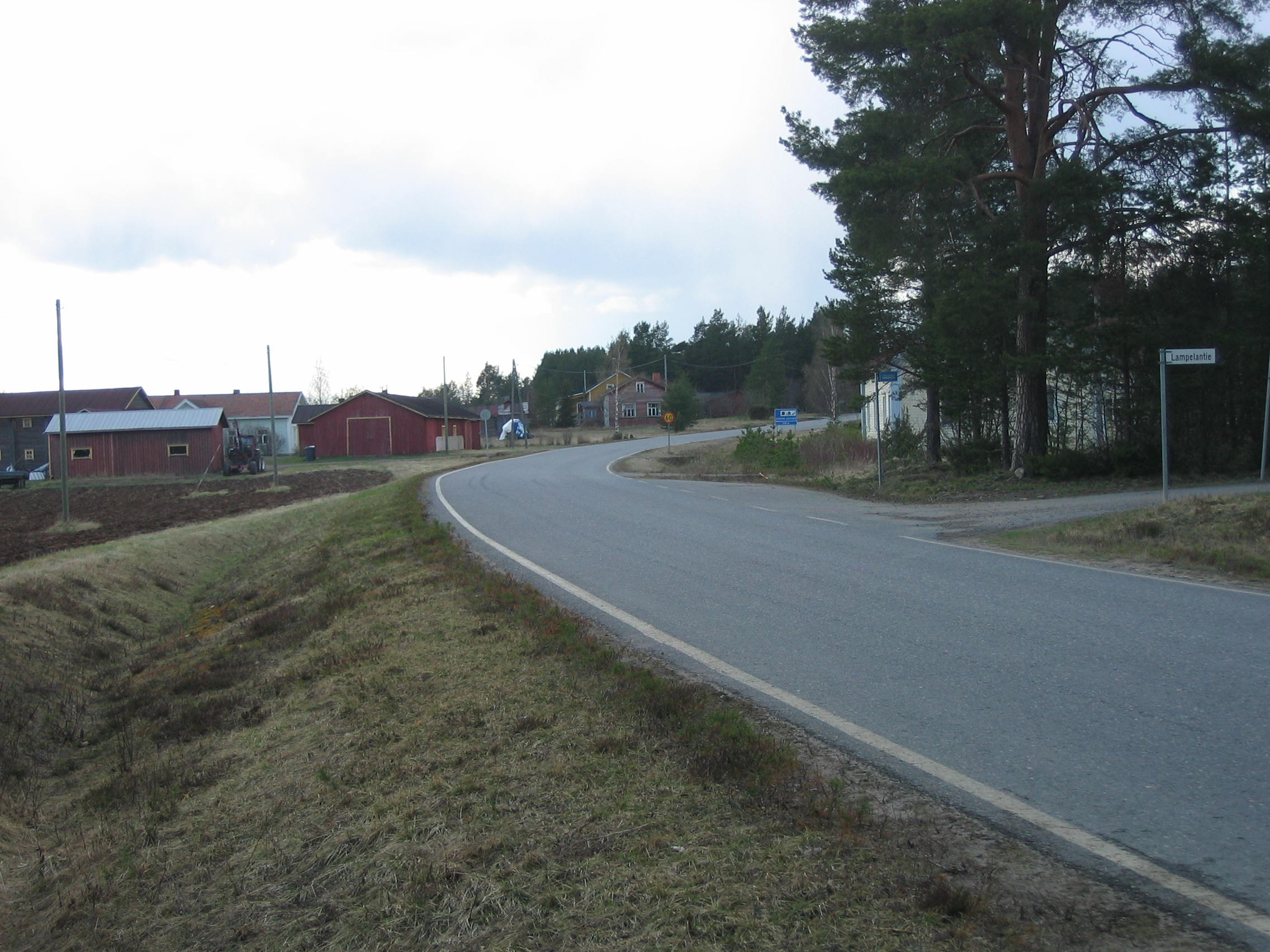
Ylivuotto.
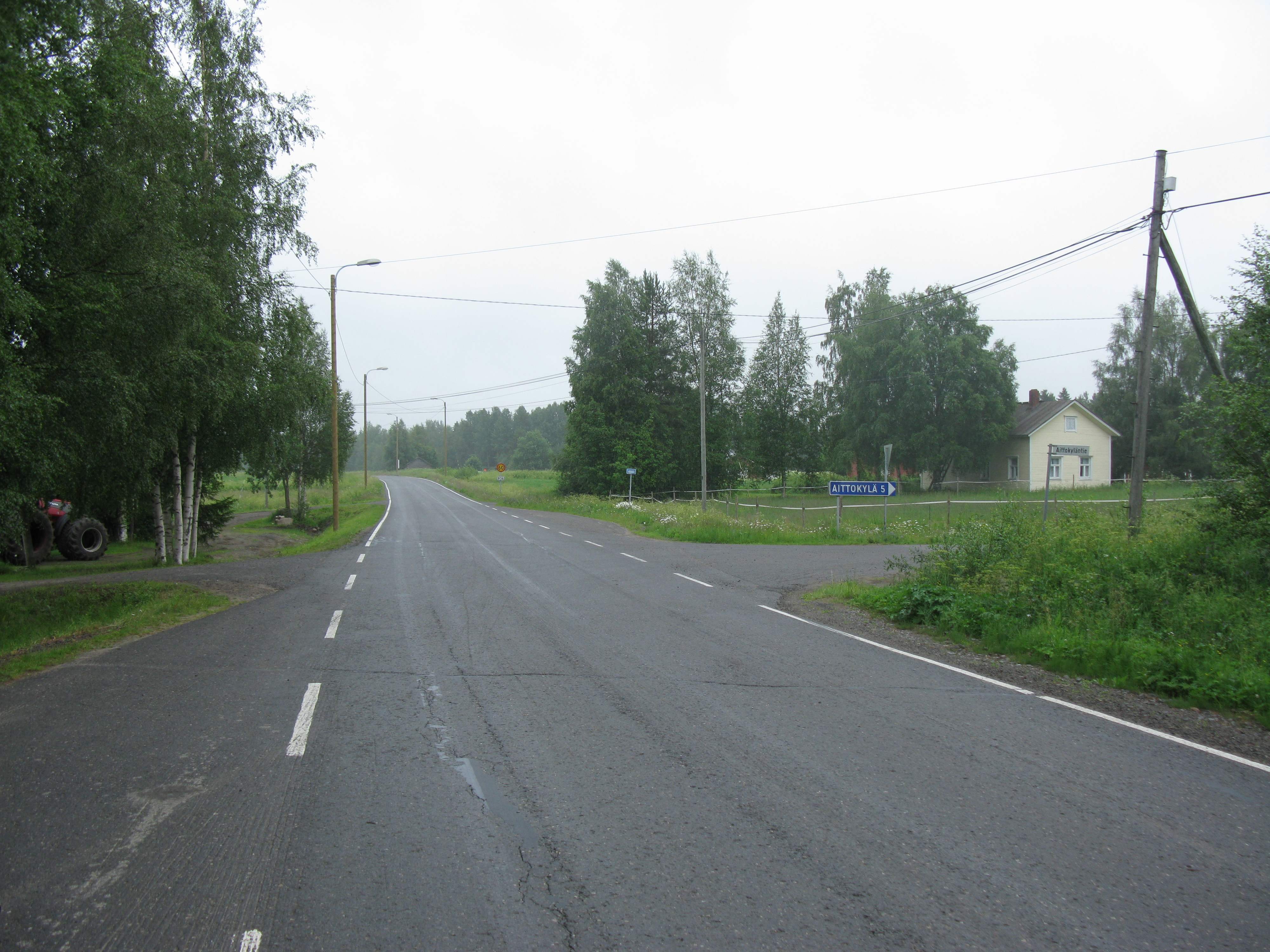
Vepsä.
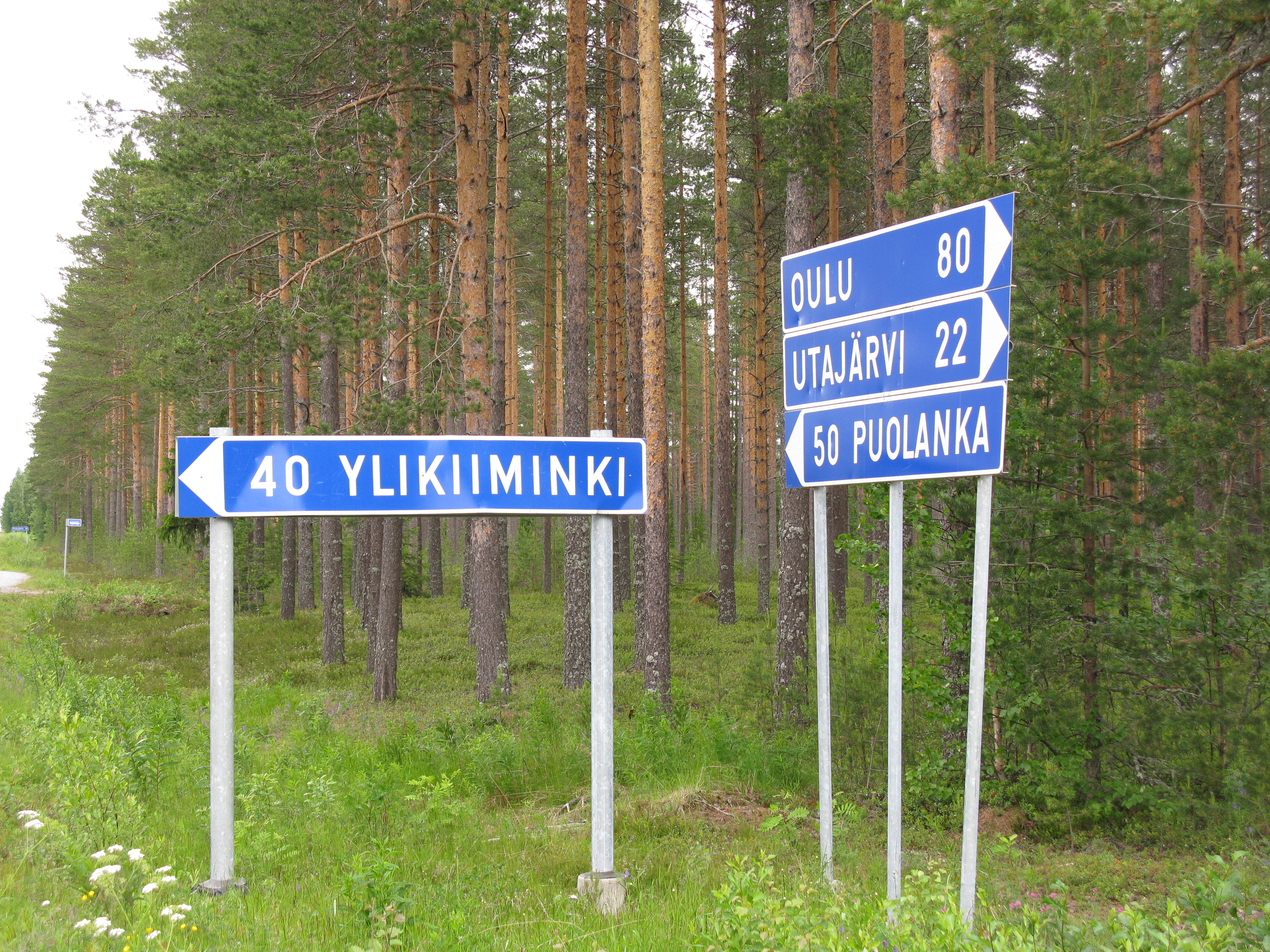
Croisement de la 837 et de la 836..